# Сейшелска рупия
Вижте пояснителната страница за други значения на рупия.
Сейшелската рупия (на английски: seychellois rupee; на френски: roupie seychelloise) е официалното разплащателно средство и парична единица на Сейшелските острови. Тя се подразделя на 100 цента. На местния език Сейшелски креолски тя се нарича рупи. Международният код на валутата е SCR. Понякога се използват съкращенията SR и SRe. Сейшелите са най-малката държава, която има независима парична политика.

## История
Британският законодателен съвет разрешава създаването на Съвет на комисарите на валутата чрез Наредбата за хартиената валута от 1914 г., която е приета от управителят на колонията на Сейшелите на 10 август 1914 г. През 1914 г. правителството започва да произвежда спешни издания на банкноти от 50 цента, 1, 5 и 10 рупии. Стандартните емисии започват да се издават през 1918 г. с банкнотите от 50 цента и 1 рупия, последвани от 5, 10 и 50 рупии през 1928 г. Банкнотите от 50 цента и 1 рупия са издавани до 1951 г. и постепенно се изваждат от употреба и се заменят с монети. Банкнотите от 20 и 100 рупии са представени за първи път през 1968 г., докато банкнотата от 5 рупии е заменена с монета през 1972 г.
През 1976 г. валутният орган на Сейшелите поема издаването на хартиени пари, издавайки банкноти от 10, 25, 50 и 100 рупии. Тази серия представя първия президент на Сейшелите Джеймс Манчам и заменя всички колониални банкноти, издадени преди независимостта на страната. През 1979 г. е въведен нов дизайн, включващ по-социалистическа и модернизирана тема, напомняща режима на Рене. Тази серия е издадена и от Централната банка на Сейшелите, когато през същата година тя поема пълната отговорност за тяхното издаване. През 1989 г. е представена нова серия с по-добри характеристики и елементи на сигурност. През 1998 г. е представена още една по-високотехнологична серия с по-практичен и ергономичен дизайн. По-късно от тази серия се появява и допълнителна банкнота от 500 рупии, представена за първи път през 2005 г.

## Банкноти и монети
Емитират се банкноти от 10, 25, 50, 100 и 500 рупии. Монетите в обращение са от 1, 5, 10 и 25 цента, както и от 1, 5 и 10 рупии.

## Промени
На 7 юни 2011 г. Централната банка на Сейшелите издава нови актуализирани банкноти от 50, 100 и 500 рупии с подобрени функции на сигурност.
През декември 2016 г. Централната банка на Сейшелите издава нова серия банкноти в чест на 40 години от независимостта на Сейшелите. Темата на тази поредица е „Уникалното биоразнообразие на Сейшелите – гръбнакът на икономиката“.